# Ernst Hufschmid
Ernst Hufschmid (Basilea, 4 febbraio 1913 – 30 novembre 2001) è stato un calciatore svizzero, di ruolo centrocampista.

## Palmarès
- Coppa Svizzera: 1

Basilea: 1932-1933